# Розточчя
Розто́ччя (пол. Roztocze) — порівняно вузьке горбисте пасмо на заході України (Львівська область) та в південно-східній Польщі. Простягається від Львова (на південному сході) до Томашова, Щебрешина і Красника (на північному заході, Польща).

## Географія
Абсолютні висоти 240—397 м, переважні 320—370 м (деякі до 400 м). Ширина пасма 12—32 км, довжина близько 180 км. В Україні простягається на 60 км від Львова до міста Рава-Руська та українсько-польського кордону. Розточчя підноситься над прилеглими рівнинами (в межах України) — Надсянською низовиною (на південному заході) і Надбужанською котловиною (на північному сході) — на 100—150 м. На території Польщі на півночі воно з'єднується з Холмською і Люблінською височинами.
Розточчя поділяється на три частини: Західне, Центральне (розташовані в межах Польщі) та Східне (Українське Розточчя).

### Деякі вершини
- Середній Горб (395 м)
- Гострий Горб (350 м)
- Булава (397 м)
- Кубин (378 м)
- Березняки (378 м)
- Болтова Гора (360 м)
- Вовча Гора (387 м)

## Геологія
Розточчя становить собою несиметричну антикліналь, складену з крейдових і доломітових міоценових відкладів, вкритих льодовиковими шарами і лесом; його межі з Надсянською низовиною і Надбужанською котловиною покриваються з лінією скидів. Південно-західні схили Розточчя порівняно прямолінійні, східчасті; північно-східні більше розчленовані з останцевими горбами. Води з південно-західних схилів Розточчя опливають до Сяну його притоками: Шклом, Вишнею, Любачівкою і Танвою, з північного сходу — до Вепра і Західного Бугу річками Полтвою, Ратою, Солокією і Гучвою; на півдні Верещиця пливе до Дністра, так що через південно-східне Розточчя проходить Головний європейський вододіл між Чорним і Балтійським морями. Долини річок широкі, переважно забагнені, творять подекуди стави (наприклад, у долині Верешиці — Янівський став); вони втинаються на 50—70 м, і тому Розточчя має краєвид мальовничого ерозійного низькогір'я. У місцях нагромадження лесу поширені яруги і балки (завглибшки до 50—100 м), у нагромадженнях пісків — еолові форми («Львівська Сахара»).

## Ґрунти
Переважають ґрунти світло-сірі та сірі лісові, піщані, у зниженнях — дерново-підзолисті, місцями дерново-глейові.

## Ліси
Ліси Розточчя — мішані (бук, ялиця, дуб), на піщаних масивах соснові бори. Ліс становить 40 %, орна земля 30 % всієї площі. Тут проходять межі суцільного поширення ялиці, смереки, бука й модрини.

## Флора, фауна
Розточчя являє собою кліматичну, флористичну і фауністичну прикордонну зону. Воно є перешкодою західним і північно-західним вітрам, що приносять вологість до Галичини. Атмосферичних опадів в регіоні багато (понад 700 мм), що спричиняє велике нагромадження ґрунтових вод на південному заході. На Розточчі трапляються представники флори і фауни Поділля, Полісся, Українських Карпат, а також загальноєвропейські види.

## Населення
Поселення і шляхи розміщені вздовж Розточчя, більші міста розташовані там, де перехід через Розточчя легкий: Львів, на північному сході — Жовква, Рава-Руська, Белз, Томашів та інші, а на південному заході — Івано-Франкове, Немирів, Білгорай та інші.
Північно-західне Розточчя не є повністю польською етнічною територією. Ця частина до 1946 р. лежала на українсько-польському етнічному прикордонні — Холмщині, а майже все південно-східне Розточчя й дотепер є частиною української етнічної території та входить до складу України.

## Рекреація та охорона природи
Ще за часів Австро-Угорщини та Польщі цей край використовували задля лікування й оздоровлення. 1892 року в Янові були організовані стаціонарні літні відпочинкові центри. Розташовувались вони й у селах Верещиця, Лелехівка, Лозино, Ставки.
На території Розточчя (в межах України) створено природоохоронні території — Яворівський національний природний парк, Природний заповідник «Розточчя», Регіональний ландшафтний парк «Равське Розточчя», Завадівський заказник, заказник «Гряда», Заповідне урочище «Журі».

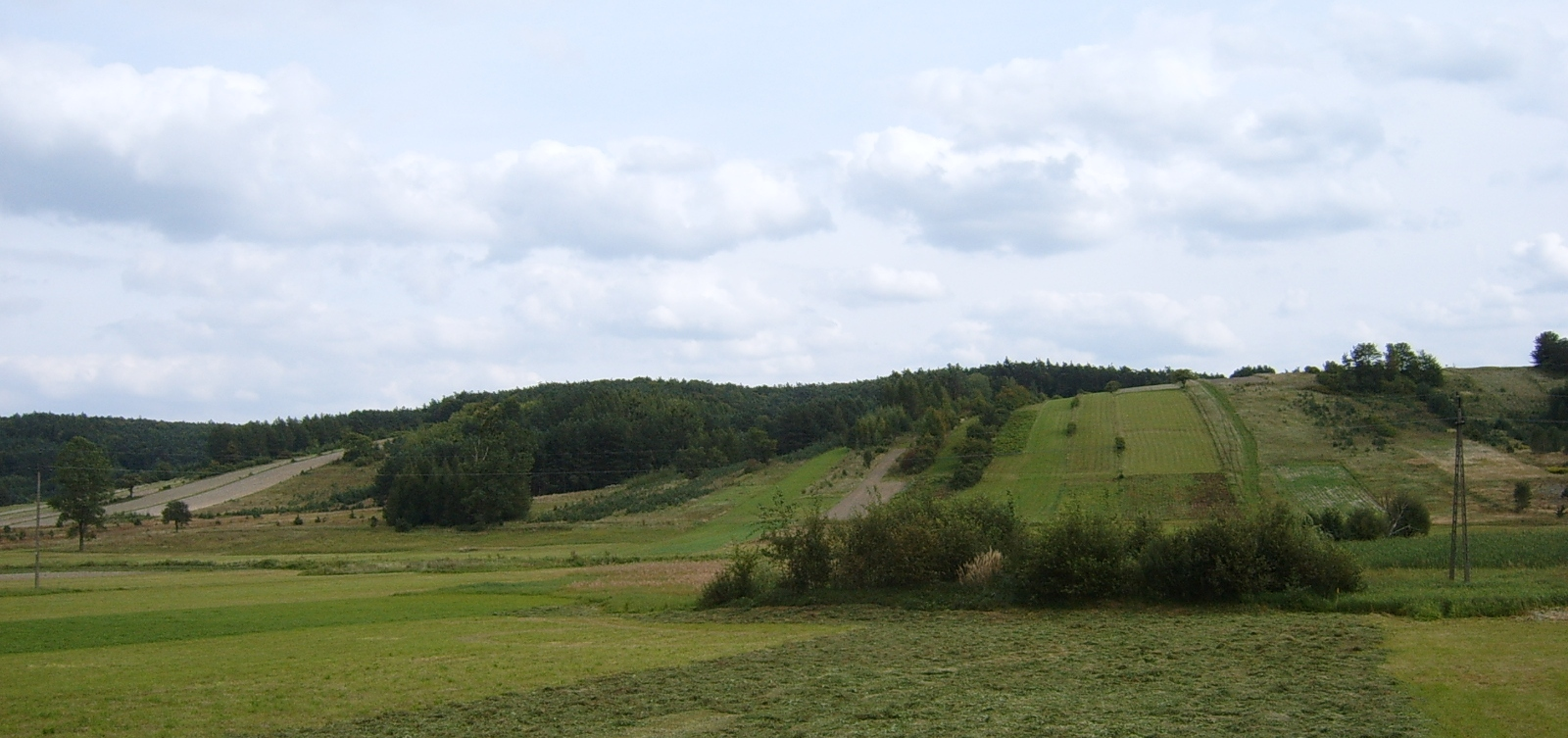
Розточчя в Польщі
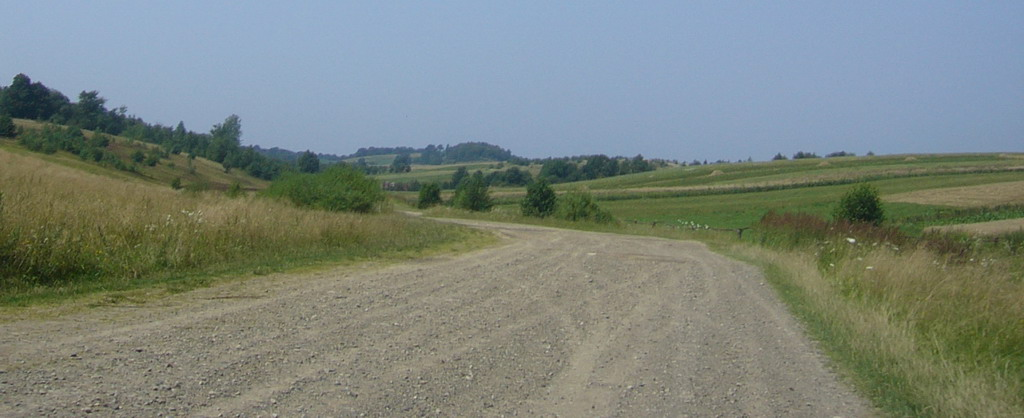
Розточчя в Україні
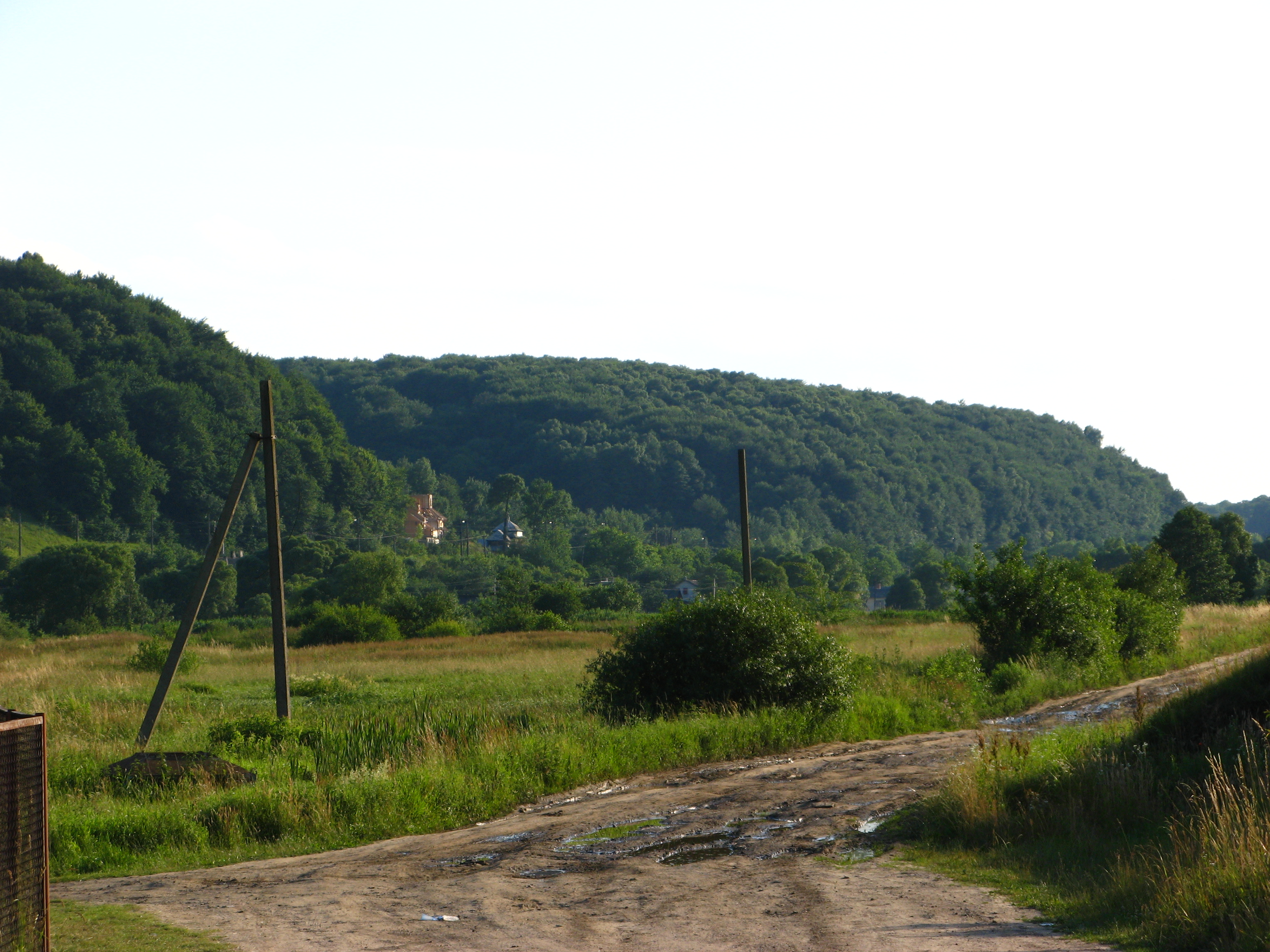
Брюховицький ліс (південно-східна частина Розточчя)
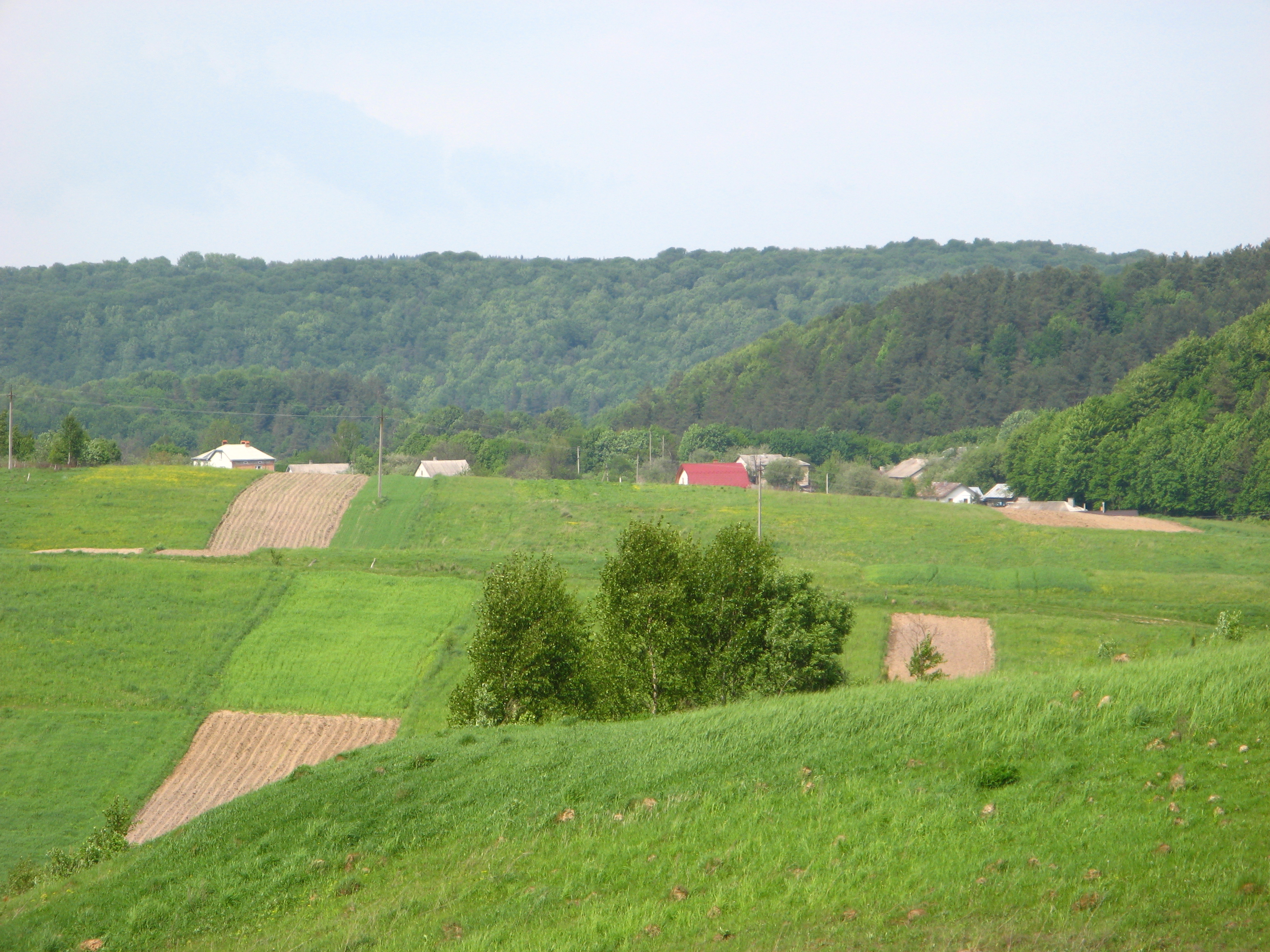
Біля села Дубровиці